# Taraori

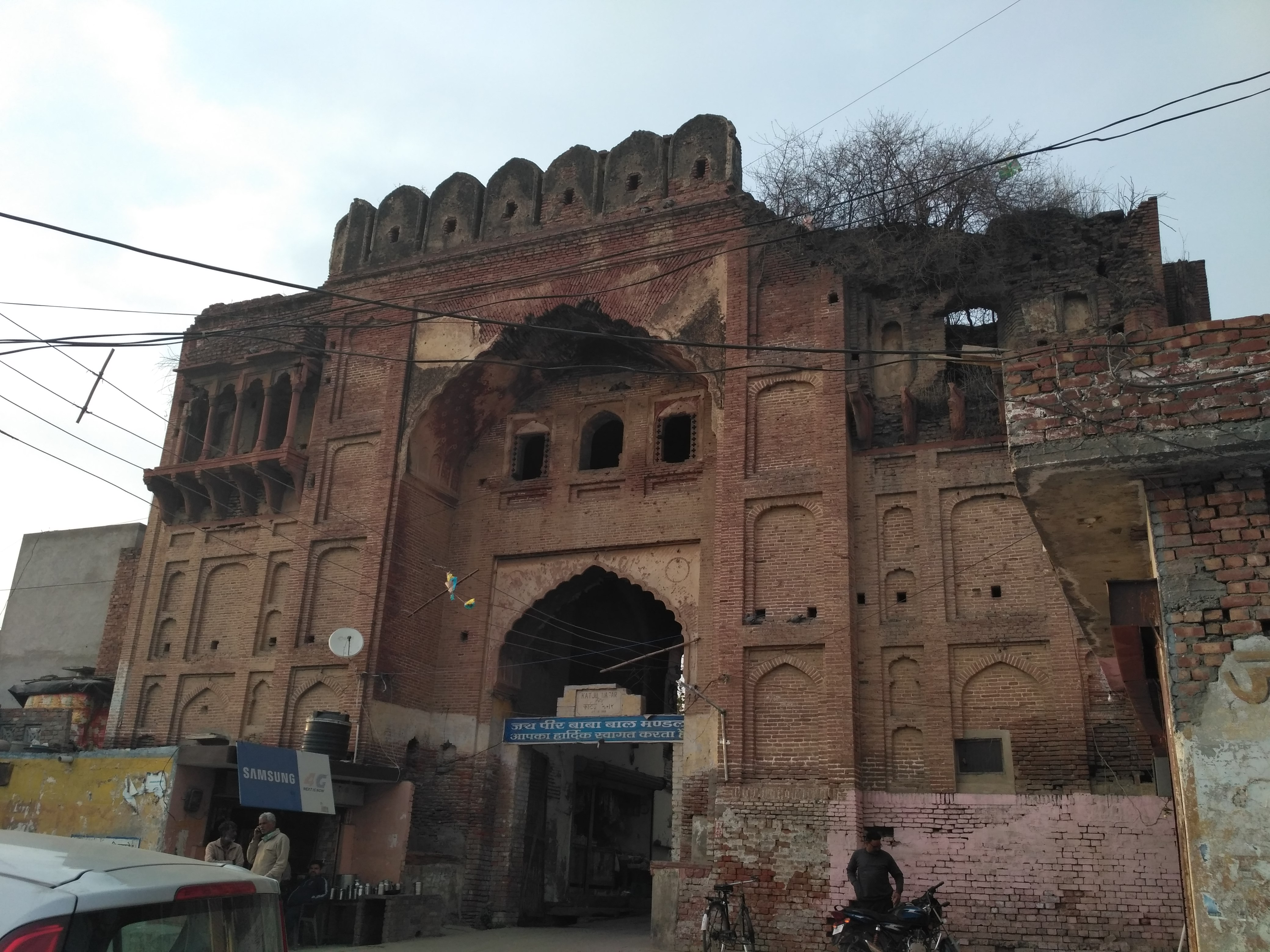
Fort van Prithviraj Chauhan

Taraori is een stad en gemeente in het district Karnal van de Indiase staat Haryana.

## Demografie
Volgens de Indiase volkstelling van 2001 wonen er 22.205 mensen in Taraori, waarvan 54% mannelijk en 46% vrouwelijk is. De plaats heeft een alfabetiseringsgraad van 62%.